# Pronous lancetilla
Pronous lancetilla là một loài nhện trong họ Araneidae.
Loài này thuộc chi Pronous. Pronous lancetilla được Herbert Walter Levi miêu tả năm 1995.